# Corticaria pinicoh
Corticaria pinicoh là một loài bọ cánh cứng trong họ Latridiidae. Loài này được Lohse miêu tả khoa học năm 1959.